# Time Commando
Time Commando är ett Actionäventyrsspel utvecklat av Adeline Software och utgivet av Electronic Arts i Europa, Activision i Amerika (USA och Brasilien), samt Virgin Interactive (Playstation-version) och Acclaim Entertainment (Sega Saturn-version) i Japan.
Det var från början utgivet för PC den 31 juli 1996 i Europa, USA och Brasilien, och senare portat till Playstation och utgivet i september 1996 i Europa, september 1996 i USA och 15 november 1996 i Japan. En Sega Saturn-version av spelet släpptes också i Japan den 5 mars 1998.
Time Commando återutgavs genom en kompatibel version för moderna datorer den 6 januari 2012 av GOG.com och den 9 oktober 2021 på Steam.

## Handling
Spelet utspelar sig i en nära framtid, år 2020. Militären, med hjälp av ett privat företag, har skapat en kraftfull dator som är kapabel att simulera alla former av strid under historien. Men en programmerare från ett rivaliserande bolag infekterar systemet med ett "Predator Virus" ("Rovsdjursvirus") som skapar en tidsförskjutning (vortex), som hotar att sluka världen om det inte förstörs. Spelaren styr Stanley Opar, en S.A.V.E. (Special Action for Virus Elimination)-operatör på mediet som slukas av vortexet och försöker stoppa viruset.
För att lyckas måste Stanley bekämpa olika fiender under olika tidsepoker. De olika tidsepokerna är förhistorien (inkluderar grottmänniskor, sabeltandade tigrar och grottbjörnar), Romarriket, Feodala Japan, Europeisk medeltid, Conquistador, Vilda västern, moderna krig (Första världskriget och förmodligen Tredje världskriget), Framtiden (Stanleys framtid), och slutligen inuti huvuddatorn (Virusvärlden) där själva viruset finns.

## Gameplay
Medan spelaren går genom varje miljö kan denne samla på sig olika typer av vapen som är typiska för just den tidsepoken. Stanley har ett litet liv (life bar) i början vilket växer under spelets gång ifall spelaren plockar upp power-ups. Vid sidan om life bar-linjen syns även hur många liv Stanley har. Det finns även en tidslinje som räknar ned tiden långsamt tills viruset har infekterat allt och spelaren dör. Denna tidslinje kan fördröjas genom att samla på sig datachip i de olika banorna och "göra sig av" med dessa i "orb pools", vilket påminner om vortexen som Stanley sögs in i.
Varje nivå består av två banor.

## Föremål
- Datachip: Det finns blå datachip som inte är förstörda som man kan plocka upp. Dessa används för att stoppa eller bromsa upp viruset.
- Vortex: Varje gång man är i närheten av en vortex (portal) ska man trycka på sökknappen för att deponera och skicka tillbaka sina blå datachip till huvuddatorn för att förhindra att viruset utvecklas.
- Hit Points (gula kuber): Plockar man upp dessa återställs lite av ens hälsa.
- Hit Points (röda kuber): Plockar man upp dessa återställs ens hälsa fyra gånger mer än med en gul kub.
- Batteri: Ens hälsa utökas med en cell. Man kan max plocka på sig så man har fyra batterier. Om man plockar på sig ett nytt batteri när man redan har full hälsa kommer detta att försvinna.
- Extraliv: Spelet är slut när batterinivån är slut, eller om viruset infekterar hela världen. Har man extraliv får man en ny chans och startar där man dog. Under tiden som man blinkar är man för en kort stund odödlig. När man nyttjar ett extraliv försvinner samtidigt en battericell. Extraliv är i form av en triangel.

## Vapen
I varje era kan Stanley samla på sig fem olika, unika vapen som är tidstypiska för just den eran:
- Förhistorien: Stenar*, benkniv, klubba, spjut, stor klubba.
- Romarriket: Dolk, gladius, slunga*, treudd med sköld, stridsyxa.
- Feodala Japan: Solfjäder*, kaststjärna*, katana, dao, eldklot*.
- Medeltiden: Morgonstjärna, svärd och sköld, långsvärd, armborst*, Pergament*.
- Conquistador: Sabel, hillebard, flintlås*, macuahuitl, blåsrör*.
- Vilda västern: Revolver*, hagelgevär*, Winchester rifle*, dynamit*, dubbla revolvrar*.
- Moderna krig: Smith & Wesson Model 3*, krigsbajonett*, AK-47*, handgranat*, Bazooka*.
- Framtid: Laserpistol*, lasergevär* (sittande på Stanleys vänstra arm), yo-yo, atomgranater*, Rymddräkt.
- Virusvärlden: Kristallstjärnor*.

Asterisker " * " indikerar att detta vapen har en begränsad användning (exempelvis tills ammunitionen är slut).

## Bossar
- Förhistorien: En jättebjörn
- Romarriket: En tjur
- Feodala Japan: En sumobrottare, en drake och ninjor
- Medeltiden: Svart riddare och en röd bevingad demon
- Conquistador: Kaptenen på fartyget och en astrolog
- Vilda västern: Sheriffen och ett gäng banditer
- Moderna krig: En stridsvagn
- Framtid: En grå utomjording
- Virusvärlden: Jättebjörn, röd demon, grön utomjording och en blå haj (spelets virus)

## Musik
Musiken komponerades av Philippe Vachey.

PC CD-ROM inkluderar två låtar med följande tema:
- Track 1 - "Time Commando"
- Track 2 - "Rush"

## Koder (fusk)
Koder som kan användas under spelets gång:
- Få fyra stycken power-ups batterier: DOLTEB
- Stoppar tiden: VENRUF
- Obegränsad ammunition: IFODRE
- Laddar vapnen automatiskt: OTOREL
- Alla vapen under epoken: HUIBON
- Maximal hälsa: VONLUX

Skrivs in under menyvalet koder:
Koderna är organiserade efter nivå (Lätt - Mellan - Svår):
- Romarriket: YPTERFGZ - QJSLVABL - SOIOLGNK
- Feodala Japan: NKTOLVIF - KAYAGEAF - TFJSVJMC
- Medeltiden: VMXYICCB - MZFSPQDD - XFYAMXIE
- Conquistador: FDQLUGGC - AVMJFGGU - ZOVASAIV
- Vilda västern: ZREHQFIR - EVBSVTCV - BODSGWLW
- Moderna krig: FBTAWPFC - YLHHGXBO - VEJHMQKO
- Framtid: VEJHMQKO - ALPYPJFO - ZEYPCEHQ
- Bortom framtid/Virusvärlden: CWFLWYHC - YBULVABN - HMFDLGNN
- Bonusnivå: COMMANDO

## Omdöme
9,5/10 IGN

8/10 GameSpot